# Борисковський Павло Йосипович
Борисковський Павло Йосипович (нар. 14 (27) травня 1911, Санкт-Петербург — 27 вересня 1991) — археолог, фахівець з питань палеоліту України.

## Життєпис
Народився в Санкт-Петербурзі. Закінчив історико-лінгвістичний факультет Ленінградського університету за фахом археолога-музеєзнавця (1930; учень Петра Єфіменка). Тоді ж почав працювати завідувачем сектору палеоліту в Державній академії історії матеріальної культури. За сумісництвом викладав на історичному факультеті Ленінградського університету (1934—72). Починаючи з 1929 року, майже щорічно брав участь у археологічних експедиціях, серед яких найбільші: Костенківсько-Борщівська, Пушкарівська, Середньодністровська, Амвросіївська, Деснянська і Одеська. Вніс значний внесок у розвиток археології у В'єтнамі.